# Díptico de San Juan Bautista y Verónica

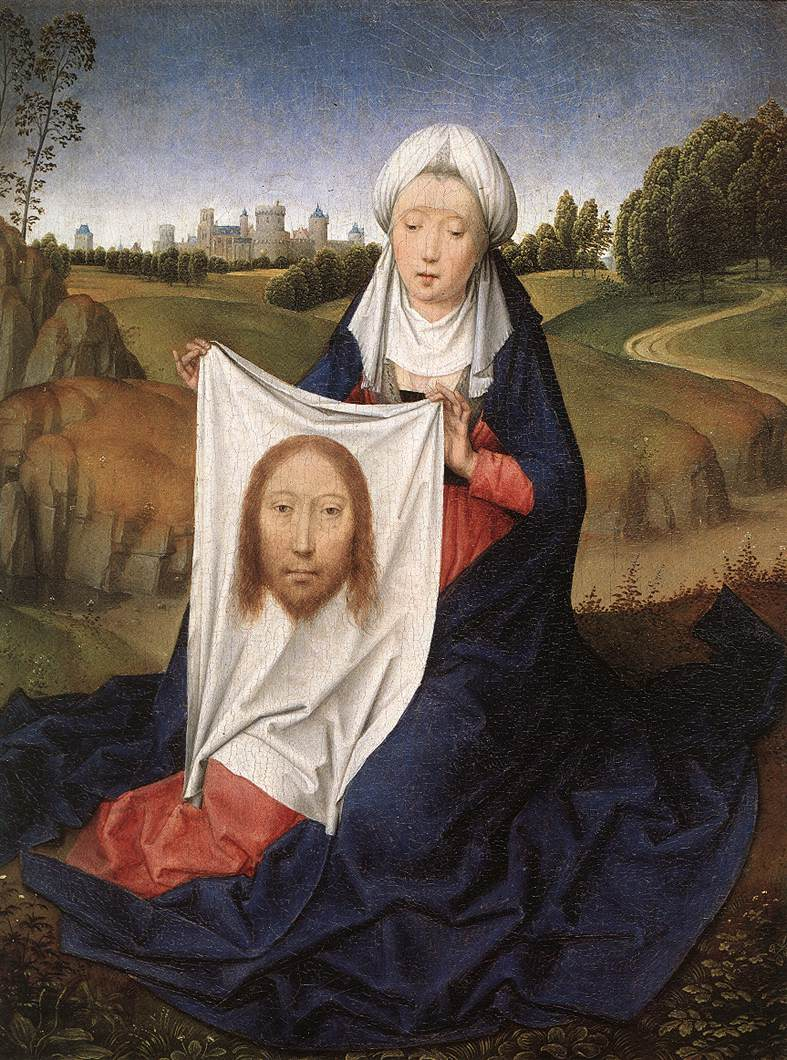
Santa Verónica, National Gallery of Art, Washington.

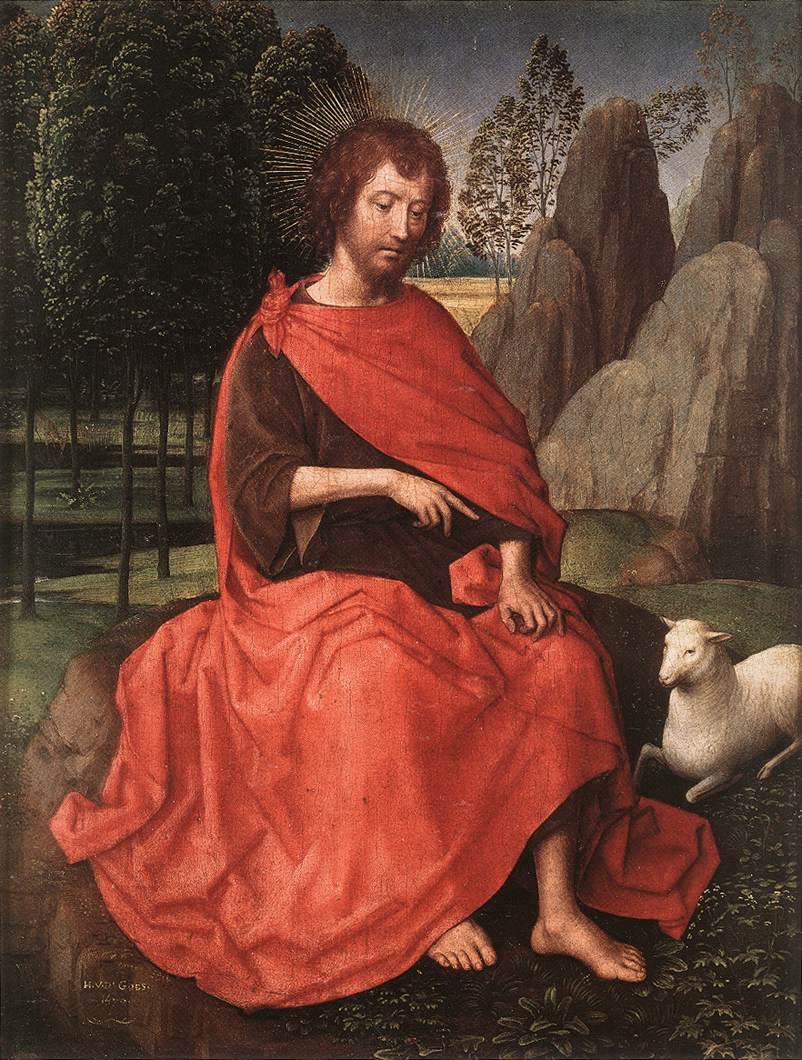
San Juan Bautista, Alte Pinakothek, Munich.

El Díptico de San Juan Bautista y Verónica es un pequeño díptico devocional, de 30,3 cm x 24,4 cm cada tabla, pintado en óleo sobre tabla por el maestro primitivo flamenco de origen alemán Hans Memling, hacia 1483; posteriormente separado, una tabla se conserva en la Alte Pinakothek, en Munich y la otra en la National Gallery of Art, en Washington.
El panel izquierdo muestra a San Juan Bautista sentado en una roca en el bosque, mira y señala al Cordero, a sus pies. En el panel derecho, la Verónica arrodillada sosteniendo el paño con la Santa Faz, en un idílico paisaje que continúa el del otro panel. La imagen en las manos de la santa mujer, testigo ocular de la vida de Cristo, descubre la realidad oculta en el símbolo del Cordero que en la otra tabla señala Juan.
El reverso, muestra una ficticia pared encalada a modo de trampantojo, en el panel izquierdo una calavera en un nicho cuadrado simulado, similar a la que se ve en uno de los paneles exteriores de su alegórico Tríptico de la Vanidad terrenal y la Salvación eterna, símbolo de la fugacidad terrena, y en el panel derecho, en otro nicho simulado de medio arco un precioso cáliz de oro y piedras preciosas con una víbora, aludiendo a una leyenda de San Juan el Evangelista, en la que fue obligado a beber una copa envenenada, pero la bendijo y el veneno desapareció del líquido, un símbolo de Redención.
La obra fue probablemente un encargo del humanista y diplomático italiano Bernardo Bembo (1433-1519), ya que su hijo Carlo Bembo, la cita en una carta a Isabel de Este el 31 de agosto de 1502, sobre un préstamo de varias pinturas a la corte de Mantua. Treinta años más tarde, Marcantonio Michiel en sus notas, nombra al poeta Pietro Bembo (1470-1547), otro hijo de Bernardo, como su dueño.

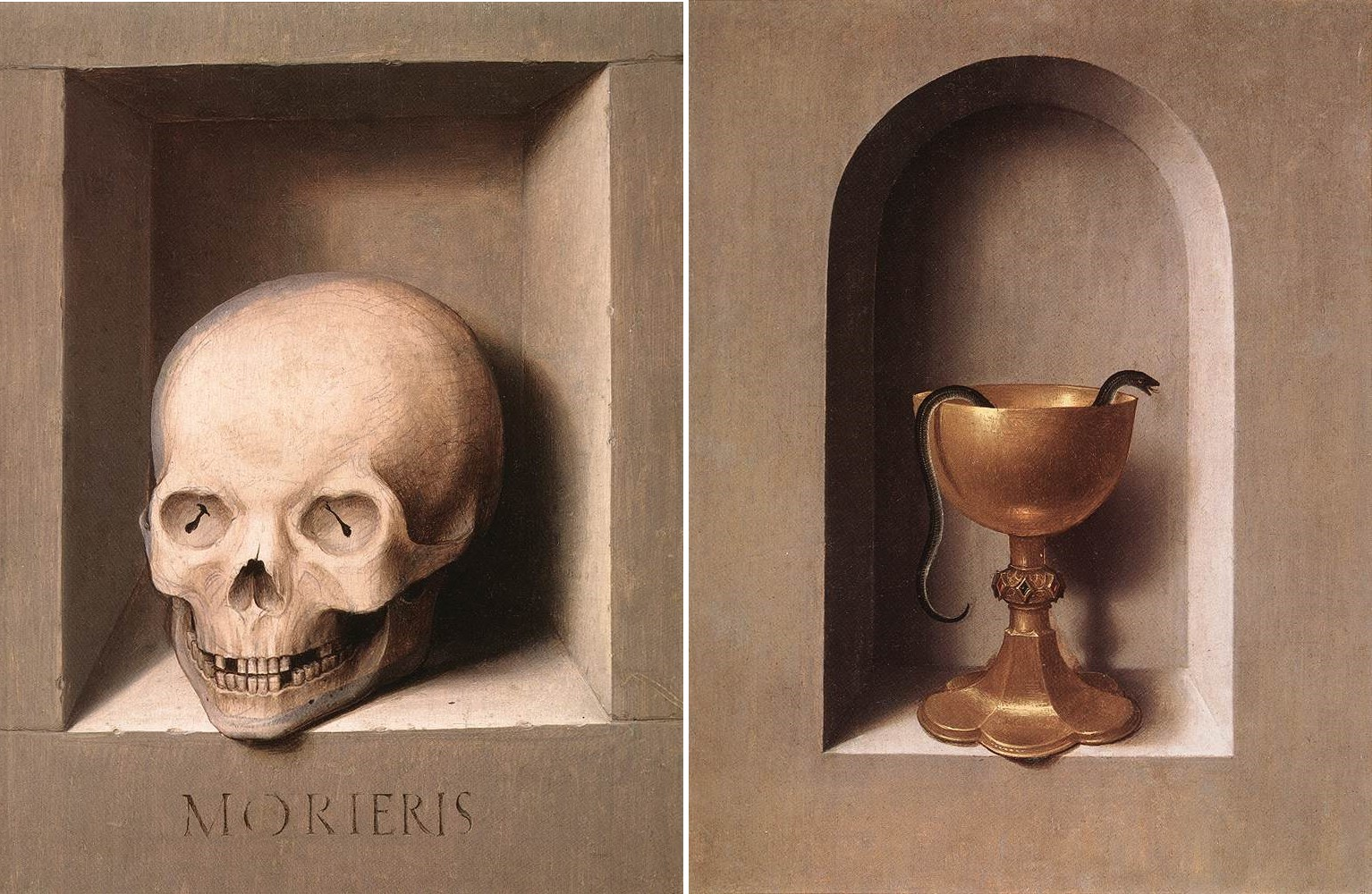
Reverso de las tablas, una calavera y un cáliz con serpiente.